# 皮基馬柴山 (馬爾卡帕塔區)
13°39′38″S 70°44′21″W / 13.66056°S 70.73917°W
皮基馬柴山（Piqui Machay），是秘魯的山峰，位於該國東南部庫斯科大區，由基斯皮坎奇省的馬爾卡帕塔區負責管轄，屬於安地斯山脈的一部分，海拔高度約4,800米。